# Заряд (фізика)
У фізиці поняття заряду використовують для опису кількох фізичних величин, таких як електричний заряд в електромагнетизмі або колірний заряд квантової хромодинаміки. Всі ці заряди пов'язані зі збереженням квантових чисел.

## Формальне визначення
В абстрактнішому сенсі заряд є деяким генератором неперервної симетрії досліджуваної фізичної системи. Якщо фізична система має будь-яку симетрію, то за теоремою Нетер випливає існування збережно́го струму. Субстанція, яка тече в цьому струмі, є зарядом, який є генератором (локальної) групи симетрії. Цей заряд іноді називають зарядом Нетер.
Так, наприклад, електричний заряд є генератором U(1) симетрії електромагнетизму. Збережни́м струмом є електричний струм.
У разі місцевої, динамічної симетрії, будь-який заряд пов'язаний з калібрувальним полем, а при квантуванні калібрувальне поле стає калібрувальним бозоном. За теорією заряди «випромінюють» калібрувальні поля. Наприклад, калібрувальним полем електромагнетизму є електромагнітне поле, а калібрувальним бозоном є фотон.
Іноді слово «заряд» використовують як синонім «генератора», при цьому мають на увазі генератор симетрії. Точніше, якщо група симетрії є групою Лі, то заряд сприймається як відповідність системі коренів групи Лі; дискретність системи коренів відповідає квантуванню заряду.

## Приклади
У фізиці елементарних частинок запроваджено різні заряди для квантових чисел. До них належать заряди зі Стандартної моделі:
- Колірний заряд кварків. Колірний заряд генерує колірну симетрію SU(3) квантової хромодинаміки.
- Слабкий ізоспін квантових чисел електрослабкої взаємодії. Він генерує SU(2) частину електрослабкої SU(2) × U(1) симетрії. Слабкий ізоспін є локальною симетрією, калібрувальними бозонами якої є W- і Z-бозони.
- Електричний заряд для електромагнітних взаємодій.

Заряди для наближених симетрій:
- Заряд сильного ізоспіну. Симетрія належить до групи SU(2) ароматової симетрії, калібрувальними бозонами є піони. Піони не є фундаментальними частинками, а симетрія є лише наближеною. Це окремий випадок ароматної симетрії.
- Інші заряди кваркових ароматів, таких як дивність чи чарівність. Вони генерують глобальну SU(6) ароматову симетрію елементарних частинок. Ця симетрія дуже порушується масою важких кварків.

Гіпотетичні заряди розширень Стандартної моделі:
- Магнітний заряд, ще один заряд з теорії електромагнетизму. Магнітні заряди не виявлено експериментально в лабораторних дослідах, але їх використовують у теорії, зокрема в теорії магнітних монополів.

У конформній теорії поля:
- Центральний заряд[en] алгебри Вірасоро[en], який іноді називають конформним центральним зарядом або конформною аномалією[en]. Тут термін «центральний» походить від центра в теорії груп: це оператор, який комутує з усіма іншими операторами в алгебрі. Центральний заряд є власним значенням центрального генератора алгебри; тут це тензор енергії-імпульсу двовимірної конформної теорії поля[1].

## Зарядове спряження
У формалізмі теорії елементарних частинок заряди типу квантових чисел іноді можна обернути за допомогою оператора зарядового спряження, званого С. Зарядове спряження просто означає, що дана група симетрій існує у двох нееквівалентних (але все ще ізоморфних) представленнях групи. Це зазвичай буває, коли два зарядово-сполучені представлення є фундаментальними представленнями груп Лі. Їх добуток потім формує приєднане представлення групи Лі.
Таким чином, поширеним випадком є те, що добуток двох зарядово-спряжених фундаментальних представлень SL(2,C) (спінорів) формує спряжений представник групи Лоренца SO(3,1). В абстрактному вигляді можна записати:
{\displaystyle 2\otimes {\overline {2}}=3\oplus 1.\ }
Тобто добуток двох (лоренцових) спінорів є (лоренцовим) вектором і (лоренцовим) скаляром. Зауважимо, що комплексна алгебра Лі sl(2,C) має компактну дійсну форму su(2) (насправді всі алгебри Лі мають єдину компактну дійсну форму). Такий самий розклад стосується й компактної форми: добуток двох спінорів у su(2) є вектором у групі обертання O(3) та синґлетом. Розклад задається коефіцієнтами Клебша — Ґордана.
Подібне явище виникає в компактній групі SU(3), де існують два зарядово спряжених, але нееквівалентних фундаментальних представлення, які називають {\displaystyle 3} і {\displaystyle {\overline {3}}}, число {\displaystyle 3} позначає розмірність представлення, і з кварками, що перетворюються під {\displaystyle 3} і антикварки, що перетворюються під {\displaystyle {\overline {3}}}. Добуток Кронекера дає
{\displaystyle 3\otimes {\overline {3}}=8\oplus 1.\ }
Тобто восьмивимірне представлення, октет восьмистого шляху та синглет. Розкладання таких добутків представлень на прямі суми незвідних представлень у загальному вигляді можна записати як
{\displaystyle \Lambda \otimes \Lambda '=\bigoplus _{i}{\mathcal {L}}_{i}\Lambda _{i}}
для представлень {\displaystyle \Lambda }. Розміри представлень підлягають «правилу суми розмірів»:
{\displaystyle d_{\Lambda }\cdot d_{\Lambda '}=\sum _{i}{\mathcal {L}}_{i}d_{\Lambda _{i}},}
де, {\displaystyle d_{\Lambda }} — розмір представлення {\displaystyle \Lambda }, і цілі числа {\displaystyle {\mathcal {L}}} — коефіцієнти Літтлвуда — Річардсона. Розкладання представлень знову задається за допомогою коефіцієнтів Клебша — Ґордана, цього разу в загальній постановці[уточнити] алгебри Лі.